# 張芮
張芮（1456年—?），字文卿，號訥菴，山西平陽府解州安邑縣人，鹽籍，明朝政治人物。同進士出身。

## 生平
早年出身河東運司學生，进山西鄉試第二名。成化十四年（1478年）戊戌科會試第九十六名，殿試登進士第三甲第一百零七名。曾任翰林院侍講學士，正德年間，忤逆劉瑾被罷免官職、劉瑾伏诛，起为尚寶司卿，官至南京太常寺卿。	

## 家族
曾祖父張居義。祖父張元吉，封監察御史。父亲張璡，曾任知府。母弋氏，封孺人。重庆下。娶王氏。